# GNK Dinamo Zagreb
O GNK Dinamo Zagreb (Građanski Nogometni Klub Dinamo Zagreb), normalmente em português como Dínamo Zagreb, é um dos principais clubes de futebol da Croácia e o maior vencedor da Prva HNL, o Campeonato Croata de Futebol, além de ser o clube mais popular da Croácia.
Foi fundado no dia 26 de abril de 1945, após a fusão de dois clubes de Zagreb. Desde então, já viu o seu nome ser alterado várias vezes.
As últimas alterações: a partir de junho de 1991, o clube deixou de se chamar "Dinamo" e passou a ser chamado "HAŠK-Građanski". Em fevereiro de 1993, nova alteração no nome, desta vez para "Croatia" (Croácia, em latim). A partir de fevereiro de 2000 volta a chamar-se "Dinamo", o nome atual.
O uniforme do Dínamo Zagreb é constituído por calções e camisas de cor azul escura, e seu maior rival é o Hajduk Split, com quem protagoniza o maior clássico croata, chamado de Eternal Derby ou Derby Croata.

## História
Após a Segunda Guerra Mundial e a ascensão ao poder do Partido Comunista da Iugoslávia, três clubes de futebol muito populares em Zagreb (HAŠK, Građanski Zagreb e Concórdia) foram dissolvidos, e um novo clube foi criado a partir da junção dessas equipes, em 26 de abril de 1945.
Para assemelhar-se a outros clubes de futebol da Europa Oriental, também foi chamado Dinamo ("Dínamo"). O recém-formado clube jogava no antigo estádio do HAŠK, mas a maioria dos jogadores eram provenientes do Građanski Zagreb. Na temporada 1966–67, o Dínamo conquistou seu primeiro título internacional, a Taça das Cidades com Feiras, após bater na final o inglês Leeds United por 2–0 em casa e segurar um 0–0 na Inglaterra. Em 1976, conquista seu segundo título internacional, a Copa dos Balcãs, contra o Sportul Studenţesc, da Romênia, com uma vitória em casa por 3–1 e outro triunfo fora por 3–2.

### Anos 90
Com a independência da Croácia apenas no início da década de 1990, somente em 1992 começou a Prva HNL, nas oito edições antes do ano 2000, o Dínamo foi campeão em cinco oportunidades, alcançando um então inédito tetracampeonato (de 1996 a 1999), que junto ao campeonato de 2000 formam cinco conquistas consecutivas. Venceu ainda quatro copas da Croácia nos anos 90: 1994, 1996, 1997 e 1998.
No final dos anos 1990, o clube disputou por duas temporadas consecutivas a Liga dos Campeões da UEFA em sua fase de grupos. Sua primeira participação ocorreu na temporada 1998–99. Porém, foi necessária a disputa de uma repescagem contra o clube escocês Celtic. Duas vitórias levaram o Dínamo — então Croatia Zagreb — à segunda fase. A derrota fora de casa, pelo placar mínimo, obrigou o time a vencer em seus domínios. Diante de sua torcida, a equipe passou com facilidade: 3–0. O placar agregado foi de 3–1.
A estreia na fase de grupos não foi empolgante. Diante do Ajax, o primeiro ponto foi conquistado, com o placar em branco de 0–0. Pior que o empate em casa, só as duas derrotas fora, consecutivas, contra os gregos do Olympiacos por 2–0 e os portugueses do Porto, por 3–0.
Com um ponto conquistado em três jogos, a situação ficou delicada. Era preciso vencer os três últimos confrontos e torcer por outros resultados. Diante de sua torcida, a primeira vitória veio de uma certa forma fácil: 3–1 contra o Porto. 4 pontos e uma certa esperança. No jogo de volta, contra o Ajax, uma vitória por 0–1 animou mais ainda. A decisão da classificação seria em casa (naquela temporada, apenas o campeão do grupo se classificava). Um desastroso empate por 1–1 contra o Olympiacos acabou com as esperanças croatas.
Na temporada 1999–2000, a equipe participou pela segunda vez na fase de grupos. Pelo grupo D, enfrentou Manchester United, Saturn Graz e Olympique de Marseille. Porém, antes de se classificarem, assim como na edição anterior, jogaram uma repescagem. Passaram pelo MTK, vencendo o segundo jogo por 2–0, após um empate sem gols na partida de ida. Já na segunda fase, o primeiro jogo fez os torcedores criarem expectativa. Um empate por 0–0 com o Manchester United, atual campeão na época, jogando na Inglaterra. Seguem os os demais resultados:
- Dínamo Zagreb 1–2 Olympique de Marseille
- Dínamo Zagreb 3–0 Sturm Graz
- Sturm Graz 1–0 Dínamo Zagreb
- Dínamo Zagreb 1–2 Manchester United
- Marseille 2–2 Dínamo Zagreb

### Anos 2000
O Dínamo participou da Liga dos Campeões da UEFA em mais de uma oportunidade na fase de grupos, na temporada 2011–12, e em outras 11 oportunidades não logrou alcançar a fase de grupos: 1958–59, 1982–83, 1993–94, 1997–98, 2000–01, 2003–04, 2006–07, 2007-08, 2008–09, 2009–10, 2010–11.
O Dínamo em 2019 irá disputar a fase de qualificação para a fase de grupos da atual Liga dos Campeões da UEFA de 2019–20, atualmente disputa a 4° fase de qualificação.
Nos anos 2000, o Dínamo conquistou 9 das 13 edições do campeonato croata: 2000, 2003, 2006, 2007, 2008, 2009, 2010, 2011 e 2012, sendo o atual campeão e vem em uma sequencia de 7 vezes campeão nacional, conquistou também 7 copas da Croácia: 2001, 2002, 2004, 2007, 2008, 2009, 2011 e 4 Supercopas da Croácia: 2002, 2003, 2006, 2010

## Títulos
| CONTINENTAIS | CONTINENTAIS                | CONTINENTAIS | CONTINENTAIS |
|              | Competição                  | Títulos      | Temporadas |
| ------------ | --------------------------- | ------------ | --- |
|              | Taça das Cidades com Feiras | 1            | 1966–67 |
|              | Copa dos Balcãs             | 1            | 1976 |
| NACIONAIS    |                             |              | |
|              | Competição                  | Títulos      | Temporadas |
|              | Campeonato Croata           | 25           | 1993, 1996, 1997, 1998, 1999, 2000, 2003, 2006, 2007, 2008, 2009, 2010, 2011, 2012, 2013, 2014, 2015, 2016, 2018, 2019, 2020, 2021, 2022, 2023, 2024 |
|              | Copa da Croácia             | 16           | 1994, 1996, 1997, 1998, 2001, 2002, 2004, 2007, 2008, 2009, 2011, 2012, 2015, 2016, 2018, 2021                                                       |
|              | Supercopa da Croácia        | 10           | 2000, 2001, 2002, 2003, 2006, 2010, 2013, 2019, 2020, 2021                                                                                           |
|              | Campeonato Iugoslavo        | 4            | 1948, 1952, 1958, 1982 |
|              | Copa da Iugoslávia          | 7            | 1951, 1960, 1963, 1965, 1969, 1980, 1983 |

## Elenco atual
Última atualização: 25 de fevereiro de 2025.

## Estádio

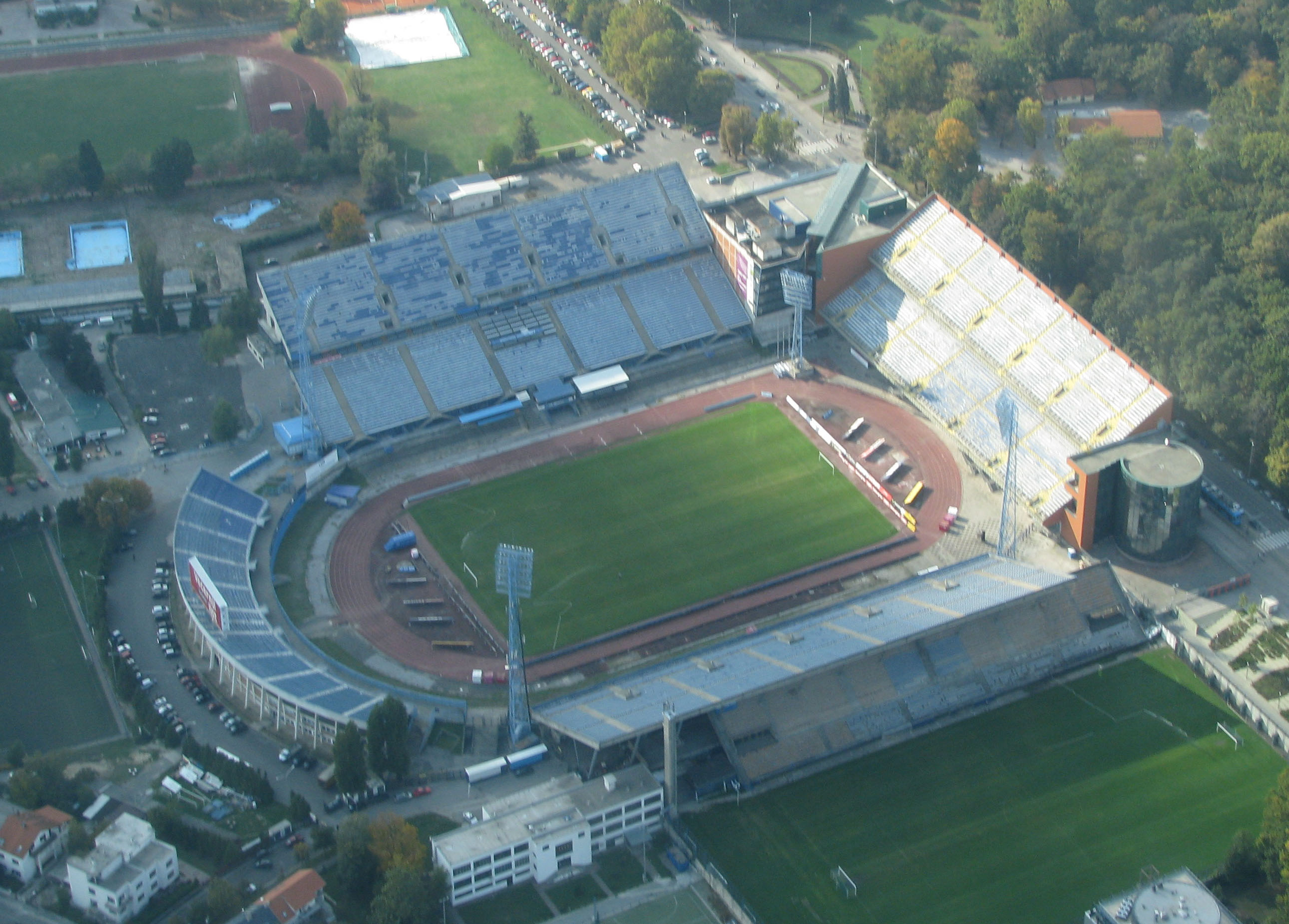
Vista aérea do Estádio.

Estádio Maksimir (croata: Maksimir Stadion) localizado na capital Croata. Leva o nome do bairro de Maksimir. É a casa do Dinamo Zagreb.
Estádio Maksimir (croata: Maksimir Stadion) O estádio foi inaugurado em 5 de maio de 1912. Durante a sua história, já passou por muitas reformas, mas a maior foi em 1997, quando teve sua capacidade para 40 000 lugares.
A Seleção Croata de Futebol manda alguns de seus jogos de menor importância no estádio. Em 10 de Setembro de 2008, a Inglaterra se tornou a primeira equipe a vencer a Croácia em Zagreb, jogando no Maksimir.

## Torcida

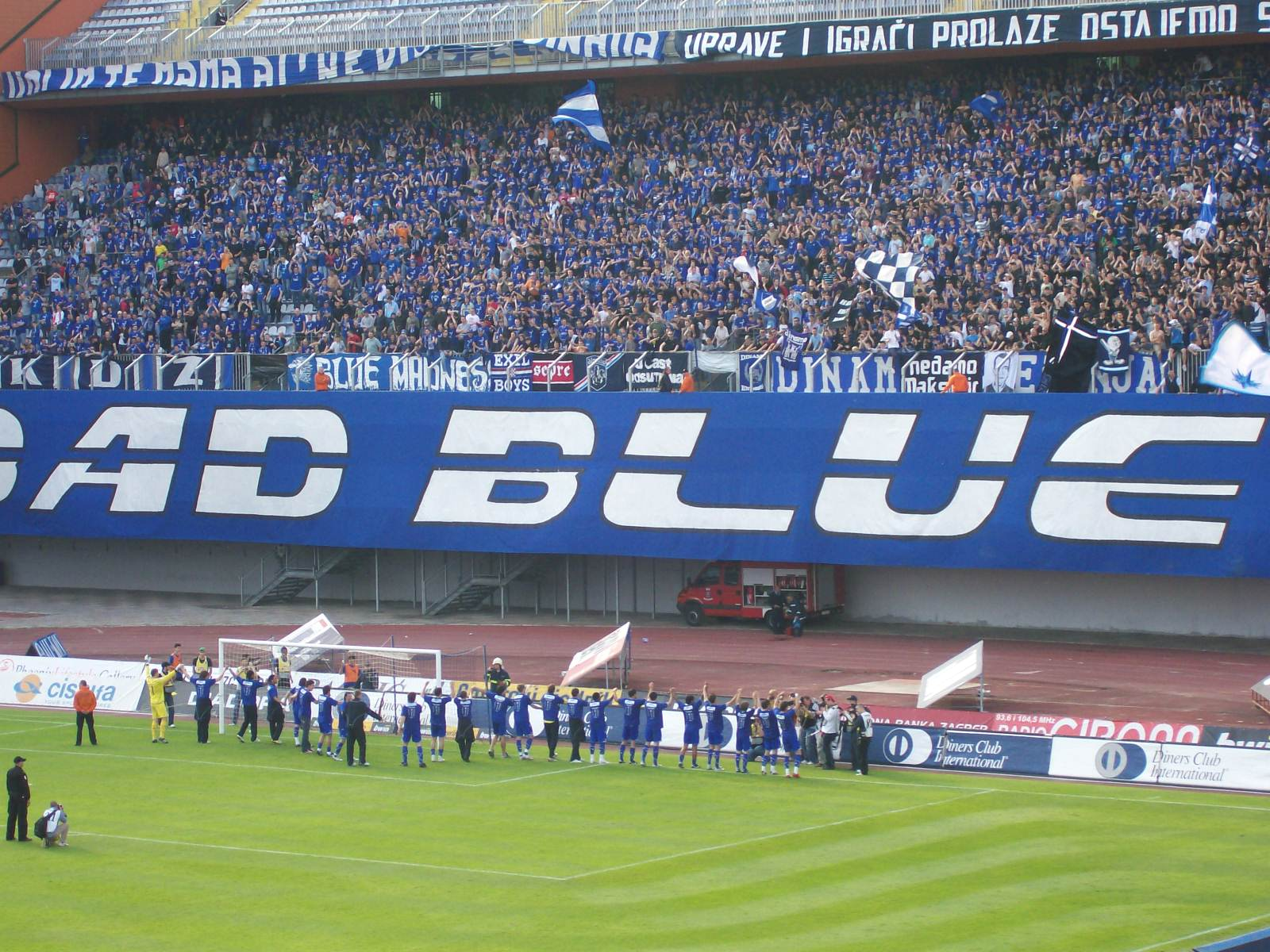
Os Bad Blue Boys em 2008.

Embora tenha tido um grande contingente de torcedores em toda a sua história, apenas em 1986 que surgiu a primeira torcida organizada. A maior delas conhecida como Bad Blue Boys.

## Mascote
A mascote do Dínamo Zagreb é um leão, apelidado de Maksi. O animal representa força e resistência, características utilizadas pelo clube e pelos torcedores no final do comunismo, essenciais para a conquista da independência croata em 1992. O leão usa um uniforme azul — as cores do time — e seu nome é alusivo ao estádio da equipe, o Maksimir, que se refere ao bairro no qual está localizado.

## Uniformes

### Uniformes dos jogadores
- 1º — Camisa azul, calção e meias azuis;
- 2º — Camisa azul celeste, calção e meias azuis celeste;
- 3º — Camisa roxa com detalhes dourados, calção e meias roxas.

| 1º Uniforme | 2º Uniforme | 3º Uniforme |

### Uniformes anteriores
- 2019–20

| 1º Uniforme | 2º Uniforme | 3º Uniforme |

- 2018–19

| 1º Uniforme | 2º Uniforme | 3º Uniforme |

- 2017–18

| 1º Uniforme | 2º Uniforme | 3º Uniforme |

- 2016–17

| 1º Uniforme | 2º Uniforme |

- 2014–16

| 1º Uniforme | 2º Uniforme | 3º Uniforme |

- 2013–14

| 1º Uniforme | 2º Uniforme |

- 2012–13

| 1º Uniforme | 2º Uniforme |

- 2011–12

| 1º Uniforme | 2º Uniforme | 3º Uniforme |

- 2010–11

| 1º Uniforme | 2º Uniforme |